# تو لو
اِبا تُوْ اِلسا نیلسون (زادهٔ ۲۹ اکتبر ۱۹۸۷) که با نام هنری اش تُوْ لُو (به انگلیسی: Tove Lo) (تلفظ اصلی به زبان سوئدی: تووِه لوو tuvah lu) شناخته می‌شود، خواننده و ترانه‌سرای سوئدی ست، او در یوشهولم در شمال استکهلم بزرگ شد و در همان‌جا در مدرسهٔ موسیقی فارغ‌التحصیل شد. تُو لُو در سال ۲۰۰۶ در یک راک بند سوئدی به نام ترمبلبی به اجرا پرداخت. بعد از اینکه گروه از هم پاشیده شد، او مشغول نوشتن ترانه و موفق به بستن قرارداد با وارنر چپل میوزیک در سال ۲۰۱۱ شد. کار کردن و ساختن موسیقی با تهیه‌کنندگان موسیقی مثل مکس مارتین و الکساندر کرونلاند او را به ترانه‌سرایی موفق تبدیل کرد. در حالی که او هم‌زمان مشغول ترانه‌نویسی برای موزیک خودش بود با گروه ترانه‌نویسی مکس مارتین به نام ولف کازینس قرارداد بست و به او پیشنهاد بستن قرارداد با کمپانی آیلند رکوردز و پالیدور رکوردز داده شد.
تُو لُو با انتشار اولین آلبوم خود به نام Queen of The Clouds (ملکهٔ ابرها) مشهور شد. این آلبوم در هفتهٔ اول رتبهٔ ۱۴ را در چارت بیلبورد ۲۰۰ در سال ۲۰۱۴ کسب کرد. ترانهٔ موفق این آلبوم به نام Habits (عادت‌ها) رتبهٔ سوم را در ۱۰۰ تک‌آهنگ داغ بیلبورد کسب کرد که با موفقیت زیادی همراه بود و باعث مشهور شدن وی شد. بعد از ۲۰۱۴ تُو لُو سه آلبوم دیگر با اسم‌های Lady Wood ۲۰۱۶ - Blue Lips ۲۰۱۷ - Sunshine Kitty ۲۰۱۹ منتشر کرد. در انجام کار خودش، تُو لُو آهنگ‌های زیادی برای خوانندگان دیگر نوشته‌است. مانند آهنگ دینامیت خانگی از لرد و آهنگ واقعاً عاشقم باش از الی گولدینگ که اولین نامزدی گرمی خودش را در سال ۲۰۱۵ رقم زد.
تُو لُو در آهنگ‌هایش برای صادق بودن و در عین حال پیچیده بودن معروف است. بسیاری از مدیاها لقب 'غمگین‌ترین دختر سوئد' را به او داده‌اند.

## زندگی شخصی

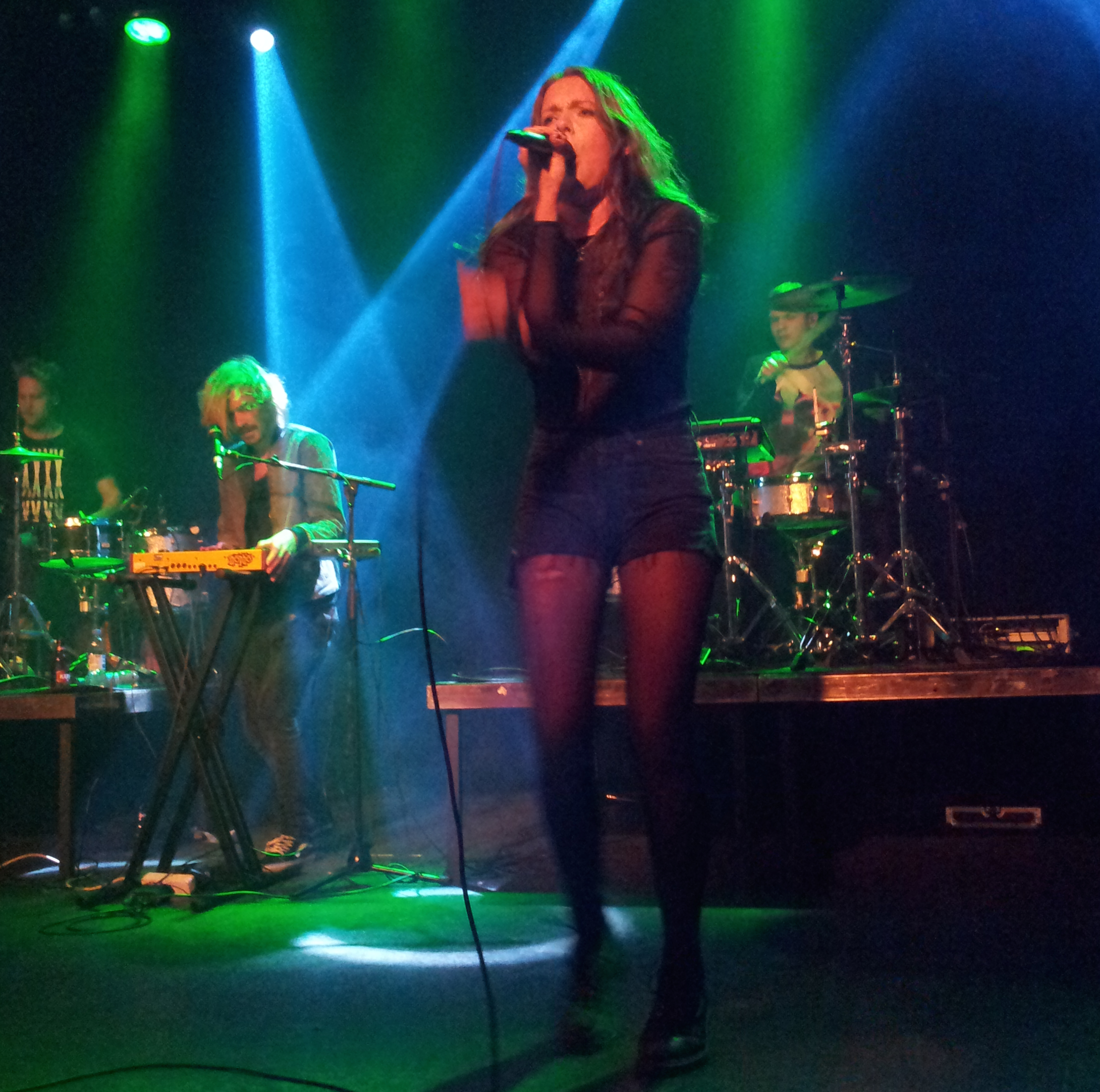
تو لو

تُوْ لُو در تاریخ ۲۹ اکتبر ۱۹۸۷ در شهر استکهلم، سوئد به دنیا آمد. مادر او یک روان‌شناس و پدرش یک بیزینسمَن است. او یک برادر بزرگ‌تر دارد. لقب طولانی مدت او که هم‌اکنون نام هنری‌اش هم است، تُو لُو، در سه سالگی توسط مادرخوانده‌اش به خاطر علاقهٔ او به گربه‌های وحشی (به انگلیسی Lynx، به سوئدی Lo) به او داده شد.
والدین او تحصیل کرده بودند و تو لو هم در مدرسه نمره‌های خوبی می‌گرفت و به ادبیات بسیار علاقه‌مند بود و شعر و داستان‌های کوتاه می‌نوشت.
مدتی بعد، لو علاقه اش به موسیقی زیاد شد و به همراه دوستانش یک گروه دخترانه تشکیل داد. به همراه گروه، تو لو اولین آهنگش را در سال ده یا یازده سالگی نوشت. در سال پانزده سالگی‌اش شعرهایی نوشت و در استیج دو بار اجرا کرد. او به مدرسهٔ موسیقی در استکهلم رفت و در راه این مدرسه با کارولین هیلت آشنا شد. او هم‌اکنون عضو گروه آیکان پاپ است. بعد از دو سال تو لو از مدرسه فارغ‌التحصیل شد و از آن به بعد می‌دانست که حرفهٔ آینده‌اش فقط و فقط موسیقی است در حالی که والدینش چیزهای دیگری را ترجیح می‌دادند.
تو لو در طی بسیاری از اجرا های خود سینه های خود را در اوج اجرا به نمایش می‌گذارد یا به اصطلاح انگلیسی فلش تیتس (Flash tits) انجام می‌دهد.
او دیل این کار خود را برابری جنسی و فمنیسم عنوان کرده.
"من از این متنفرم که کسی به من بگوید نمیتوانم کاری را انجام بدهم چون یک دخترم، من آن کار را دو برابر بیشتر انجام خواهم داد."